# Aphycus deynauensis
Aphycus deynauensis är en stekelart som beskrevs av Svetlana N. Myartseva 1981. Aphycus deynauensis ingår i släktet Aphycus och familjen sköldlussteklar.
Artens utbredningsområde är Turkmenistan. Inga underarter finns listade i Catalogue of Life.